# Tomo Sakurai
Tomo Sakurai 井 智?, Sakurai Tomo, pseudonimo di Tomoe Hatta 八田 友江?, Hatta Tomoe (Ichikawa, 10 settembre 1971 – Tokyo, 13 agosto 2025), è stata una doppiatrice, cantante e attrice giapponese, originariamente membro del gruppo pop Lemon Angel, ha iniziato a doppiatore negli anni '90.

## Biografia
Si è diplomata alla Hinode Girls' High School.
Mentre frequentava le scuole medie, si è interessata a esibirsi sul palcoscenico ispirata dopo aver visto un musical in cui si esibiva la band Shonentai, si è candidata a tre audizioni che ha visto nelle pubblicità su Monthly Deview.
Ha superato tutte e tre le audizioni a cui si è candidata ed è entrata a far parte della L Staff Promotion, la prima a contattarla.
Dopo aver lavorato come ragazza mascotte per il KISS Racing Team di Kijima, Sakurai ha debuttato nel 1987 come membro del gruppo idol Lemon Angel con Miki Emoto e Erika Shima, il gruppo si è sciolto nel 1990.
Il 1° settembre 2016, Sakurai ha annunciato il suo ritiro dal doppiaggio professionale, adducendo crescenti difficoltà nel lavoro a causa dell'invecchiamento.
Originariamente parte di I'm Enterprise, si è unita all'agenzia Feathered nel giugno 2022.
Ha ripreso il ruolo di Camilla in Esplorazioni Pokémon  (2020-2021),e ha interpretato Kaede nell'anime Jīsan Bāsan Wakagaeru (2024).

### Morte
Nell'agosto del 2023, alla Sakurai è stato diagnosticato un cancro al pancreas e le è stato comunicato che le restava un anno di vita.
Il 10 agosto 2025, Sakurai ha annunciato di essere stata ricoverata in ospedale una settimana prima e che il concerto previsto per il 17 agosto a Shibuya, Tokyo, sarebbe stato annullato.
Mentre era in ospedale, le sue condizioni si sono aggravate e tre giorni dopo, il 13 agosto, è deceduta all'età di 53 anni a causa di complicazioni dovute a un cancro a più organi, la sua morte è stata annunciata dalla sua agenzia due giorni dopo.

## Doppiaggio

### Animazione
- Marin in Akazukin Chacha
- Mylene Jenius in Macross 7
- Sulia Gaudeamus in Fatal Fury: The Motion Picture
- Shayla Shayla in El Hazard: The Magnificent World
- Meimi Haneoka in Saint Tail
- Sara in Shamanic Princess
- Misao Makimachi in Kenshin - Samurai vagabondo
- Noel in My Santa
- Rei Yuki in Fire Force DNA Sights 999.9
- Doll Licca in SuperDoll Rika-chan
- Chigusa Sakai in Shakugan no Shana
- Lena Sayers in My Otome
- Mizuchi Saio in Yu-Gi-Oh! GX
- Azusa Miura in Idolmaster: XENOGLOSSIA
- Camilla in Pokémon
- Chigusa Sakai in Gekijōban shakugan no Shana
- Brag in Live-On: scegli la tua carta!
- Ropuru in Eiga Doraemon: Shin Nobita no uchū kaitaku-shi
- Hinova in Gintama
- Asuka Sora in The World God Only Knows
- Mama di Choco in Kuromajo-san ga toru!!
- Kiki in Robinson Crusoe

### Videogiochi
- Emma Granger in The Super Dimension Fortress Macross

### Ruoli Live Action
- Charlotte Gainsbourg in Quella sera dorata
- Tina Fey in Admission - Matricole dentro o fuori
- Lorie in Dragon Blade - La battaglia degli imperi
- Mila Kunis in Third Person
- Imogen Poots in Vivarium

## Discografia
- Tatta ichi do no kisei (たった一度の奇跡?) - sigla di chiusura di The World God Only Knows[2]

## Doppiatrici italiane
Da doppiatrice è sostituita:
- Alessandra Karpoff in Fatal Fury: The Motion Picture
- Stella Musy in SuperDoll Rika-chan
- Barbara De Bortoli in El Hazard: The Magnificent World
- Emanuela Pacotto in Saint Tail
- Lara Parmiani in Shamanic Princess